# Kento Onodera
Kento Onodera (小野寺 建人 Onodera Kento?, nacido el 6 de julio de 1991 en Shizuoka) es un exfutbolista japonés. Jugaba de centrocampista y su último club fue el Honda FC de Japón.

## Trayectoria

### Clubes
| Club             | País  | Año  |
| ---------------- | ----- | ---- |
| Zweigen Kanazawa | Japón | 2014 |
| Honda FC         | Japón | 2015 |

## Estadística de carrera

### J. League
| Club             | Año   | J. League | J. League | Copa J. League | Copa J. League | Total | Total |
| Club             | Año   | Part.     | Goles     | Part.          | Goles          | Part. | Goles |
| ---------------- | ----- | --------- | --------- | -------------- | -------------- | ----- | ----- |
| Zweigen Kanazawa | 2014  | 3         | 0         | -              | -              | 3     | 0     |
| Total            | Total | 3         | 0         | 0              | 0              | 3     | 0     |